# Francisco Aldecoa
Francisco Aldecoa Luzárraga (Madrid, 1949), también conocido en el mundo académico como "Patxi" Aldecoa, es un politólogo e internacionalista español. Doctor en Ciencias Políticas y Licenciado en Ciencias Económicas y en Ciencias Políticas y de la Administración, se ha centrado en el estudio de las Relaciones Internacionales y de la Integración Europea. Además, también destaca por su análisis de la política exterior, la cooperación internacional, las transformaciones de la diplomacia y los procesos de integración.
Es Catedrático de Relaciones internacionales en el Departamento de Derecho Internacional Público y Relaciones Internacionales (Estudios Internacionales) de la Facultad de Ciencias Políticas y Sociología de la Universidad Complutense de Madrid (2000) y anteriormente lo fue en la Universidad del País Vasco (1990). Desde 1994 es titular de la Cátedra Jean Monnet de la Comisión Europea sobre el Modelo Político Europeo y su Dimensión Exterior. Ha sido decano de la Facultad de Ciencias Políticas y Sociología de la Universidad Complutense de Madrid desde mayo de 2002 hasta mayo de 2010.

## Actividad académica
Discípulo del profesor Antonio Truyol y Serra, es uno de los académicos españoles de referencia en el estudio del proceso de construcción de la Unión Europea, y uno de los internacionalistas españoles de mayor proyección nacional. Su aproximación al proceso de integración europea, tanto en su faceta científica como en su esfuerzo divulgador, se caracteriza por su inspiración federalista, atendiendo a las implicaciones de la Unión Europea sobre el conjunto de la sociedad internacional, así como por su compromiso por la exploración de fórmulas convivencia política que, a la vista de las limitaciones de los Estados ante los desafíos que plantea la nueva agenda global, puedan conducir a la institucionalización de una verdadera democracia transnacional.
Es profesor invitado en numerosas universidades españolas, europeas y americanas. Entre otras, la Universidad Centroamericana José Simeón Cañas de El Salvador, la UCA de Nicaragua, la Pontificia Universidad Católica de Perú, Universidad Javeriana de Colombia, Universidad de Guadalajara, la Universidad de Miami o la Universidad de Catania. Por otro lado, es investigador visitante en diversas instituciones como el Real Instituto de Estudios Europeos de Jaca o el Real Colegio Complutense de Harvard y director de los Cursos de Derecho Internacional y Relaciones Internacionales de Vitoria, además de doctor honoris causa por la Escuela Nacional de Estudios Políticos y Administrativos en Bucarest.

## Cargos de representación
Fue decano de la Facultad de Ciencias Políticas y Sociología de la Universidad Complutense de Madrid desde mayo de 2002 hasta mayo de 2010. Su doble mandato, prácticamente coincidente con el de Carlos Berzosa en el rectorado, estuvo marcado por el surgimiento de movimientos estudiantiles y profesorales críticos con el sistema que sentarían las bases del nacimiento de Podemos. En 2004, Hugo Chávez recibía la Medalla Internacional de la Universidad Complutense a petición de Juan Carlos Monedero, profesor de la facultad. Dos años más tarde, en 2006, nacía la Asociación Universitaria Contrapoder, mayoritaria en la facultad, cuyos principales fundadores integrarían posteriormente la ejecutiva de Podemos: Íñigo Errejón, Jorge Moruno, Rita Maestre o Tania González, además del propio Pablo Iglesias. Precisamente esta asociación protagonizaría sendos boicots al ‘popular’ Josep Piqué en 2008 y a Rosa Díez en 2009, con los que Aldecoa tuvo que lidiar.
Anteriormente ocupó el cargo de Vicerrector de Ordenación Académica y de Profesorado, así como Rector en funciones de la Universidad del País Vasco. Eran tiempos convulsos por la proliferación de los ataques de ETA y Aldecoa se vio obligado a lidiar con un sector del profesorado abertzale radical. La tensa situación le obligó a llevar guardaespaldas hasta 2010, cuando ya llevaba años de vuelta en Madrid. Tras un primer intento fallido en 2007, en febrero de 2011 formalizó su candidatura a rector de la Universidad Complutense de Madrid.
Por otro lado, ha sido presidente de la Asociación Española de Profesores de Derecho Internacional y Relaciones Internacionales (AEPDIRI) de 2005 a 2009, miembro vocal del Consejo Español de Cooperación y secretario general del Consejo Vasco del Movimiento Europeo. Continúa su labor como miembro del Comité Ejecutivo del Movimiento por la Paz, el Desarme y la Libertad (MPDL), es director de la revista Tiempo de Paz y miembro del Consejo Federal Español del Movimiento Europeo.
Ha escrito numerosas publicaciones en prensa en las revistas El Siglo, La Clave o Tribuna Complutense, y escribe también en los diarios El País, Expansión y El Periódico de Catalunya. En los últimos años[¿cuándo?] ha colaborado con CNN Plus, Televisión Española y Telemadrid.